# Parexocoetus mento
Parexocoetus mento är en fiskart som först beskrevs av Valenciennes, 1847.  Parexocoetus mento ingår i släktet Parexocoetus och familjen Exocoetidae. Inga underarter finns listade i Catalogue of Life.